# Kalek (zámek)
Kalek je zámek ve stejnojmenné obci v okrese Chomutov. Stojí na návrší nad potokem Lužnice jihovýchodně od kostela svatého Václava.

## Historie
Zakladatelem zámku byl majitel červenohrádeckého panství Jan Adam z Auersperku, který ho nechal postavit v letech 1765–1766 u příležitosti návštěvy císaře Josefa II. Císař panství navštívil 19. června 1766. V dalších letech zámek sloužil jako úřad polesného a byly v něm byty pro zaměstnance. V zámku se nachází hotel.

## Stavební podoba
Hlavní zámecká budova má obdélníkový půdorys, mansardovou střechu a hladké omítky. Architektonické detaily byly odstraněny při pozdějších úpravách. Během přestavby v roce 1968 bylo zcela změněno uspořádání místností, sníženy stropy a vyměněna okna.